# Mārtiņš Brauns

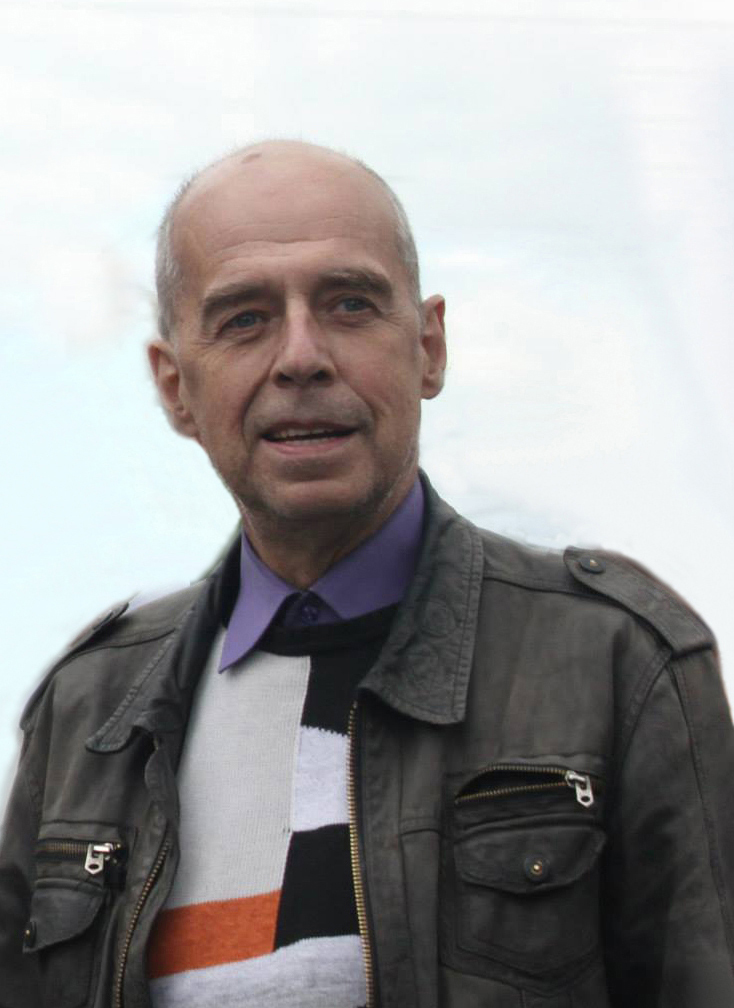
Mārtiņš Brauns (2015)

Mārtiņš Brauns (* 17. September 1951 in Riga, Lettische SSR; † 24. November 2021 in Riga, Lettland) war ein lettischer Komponist und Musiker.

## Leben
Mārtiņš Brauns wuchs in Alūksne auf. In Riga erhielt eine klassische Ausbildung an der Emīl-Dārziņa-Musikschule in den Fächern Klavier und Musiktheorie. Anschließend studierte er Kompositionslehre an der Lettischen Musikakademie „Jāzeps Vītols“. 1975 schloss er sein Studium ab. Von 1978 bis 1986 war er Songwriter und Pianist der Rockgruppe „Sīpoli“. Brauns komponierte mehrere Werke, die an den lettischen Liederfesten aufgeführt wurden. Hauptberuflich lieferte er Musik für viele Theateraufführungen und Kinofilme.
Zwischen 1979 und 2020 komponierte Brauns die Musik für über 70 Spielfilme, Dokumentar- und Kurzfilme, sowie Fernsehfilme und Episoden von Fernsehserien. Mehrmals wurde er mit dem Kulturpreis Lielais Kristaps für die beste Filmmusik ausgezeichnet.
Sein berühmtestes Werk, „Saule, Pērkons, Daugava“ (deutsch: „Sonne, Donner, Düna“), basiert auf einem Text des Dichters Rainis. Im Jahre 2014 wurde die katalanische Version dieses Liedes, „Ara és l'hora“ (deutsch: Die Stunde ist da), zur offiziellen Hymne der dortigen Unabhängigkeitsbewegung erklärt.
Mārtiņš Brauns erlag im November 2021 im Alter von 70 Jahren einem Herzinfarkt; auch soll er an COVID-19 erkrankt gewesen sein.

## Auszeichnungen
Latvian Film Prize
- 1987: Auszeichnung mit dem Latvian Film Prize in der Kategorie Best Score für Fotografija ar sievieti un mezakuili
- 1989: Auszeichnung mit dem Latvian Film Prize in der Kategorie Best Score für Dzivite
- 1998: Auszeichnung mit dem Latvian Film Prize in der Kategorie Best Score für Izpostita ligzda